# プリンセスわかさ
プリンセスわかさは、コスモラインが運航するフェリー。船名は若狭姫伝説に由来する。

## 概要
撤退する九州商船のフェリー出島に代わって、種子島航路に参入するコスモラインが、高速船「ロケット」（ジェットフォイル）を運航するに当たって、海上運送法上の指定区間の要件を満たすため、ヤマニシで建造され、2004年12月12日に就航した。
2008年1月から3月にかけて、法定検査によるドック入りと合わせてトラック・バスなどの搭載数を増加する改造を受け、旅客定員が減少した。

### 航路
- 鹿児島港（本港南埠頭） - 種子島（西之表港）

1日1往復。所要時間は3時間30分である。ドック期間中は運休する。

## 設計
船体は4層構造で上部から、航海船橋甲板（4F・スカイデッキ）、船橋甲板（3F・プロムナードデッキ）、上甲板（2F・エントランスデッキ）、第二甲板（1F・カーデッキ）となっている。航海船橋甲板が操舵室および乗組員区画、船橋甲板が旅客区画、上甲板が旅客区画および乗組員区画、第二甲板が車両搭載区画となっている。
ランプウェイは第二甲板の船尾右舷に装備する。

## 船内
交通バリアフリー法に基づいて作成された鉄道・運輸機構の旅客船バリアフリー設計マニュアルに準拠したバリアフリー高度化船である。通常の船内設備に加えて、高齢者や身障者に対応した客室、多機能トイレ、車いす対応エレベーターなどのバリアフリー設備を備える。
2008年の改造工事により、エントランスデッキの船体中央にあった旅客室E・F、トイレ、ペットルーム、船員食堂、調理室、空調機室が撤去され、その部分のカーデッキの天井高が上げられた。
その前方にあった吹き抜けのエントランスホールも閉鎖され、船員食堂、調理室、空調機室が移設された。案内所、ペットルームはプロムナードデッキに移設された。旅客室Eは女性専用区画として運用されていた。また、就航時はエントランスホールで売店が営業していたが、2006年に休止となり、改造後は自動販売機のみとなった。

### 船室
- 特別室
  - 特別室A（2名） - ツインルーム
  - 特別室B（10名）
- 旅客室
  - 旅客室A（12名） - カーペット敷、バリアフリー対応
  - 旅客室B（40名） - 椅子席
  - 旅客室C（100名） - カーペット敷
  - 旅客室D（58名） - カーペット敷

### 設備
パブリックスペース
- プロムナードホール
- プロムナードラウンジ（フォワードサロン）
- スモーキングルーム
- ペットルーム

供食・物販設備
- 自動販売機（飲料・食品）